# Szerszeń czarny
Szerszeń czarny, szerszeń żółtonogi (Vespa velutina) – gatunek błonkówki z rodziny osowatych.
Gatunek inwazyjny. Występuje naturalnie w Chinach, północnych Indiach i Azji Południowo-Wschodniej. Na początku I dekady XXI wieku zawleczono go do Korei Południowej, gdzie szybko zaczął się rozprzestrzeniać. W 2005 podgatunek V. v. nigrithorax po raz pierwszy wykryto we Francji, w departamencie Lot i Garonna. Przypuszcza się, że dotarł do tego kraju przed 2004 rokiem z południowych Chin wraz z transportem ceramiki do portu w Bordeaux. Od tego czasu owad ten rozprzestrzenia się w Europie Zachodniej. W 2010 potwierdzono jego rozmnażanie w Hiszpanii, a w 2011 w Belgii. Z 2011 pochodzą też pierwsze dane z Portugalii. Do 2014 dotarł do Włoch. Z 2016 pochodzą pierwsze dane o jego występowaniu na Wyspach Normandzkich i izolowanych stanowiskach w Wielkiej Brytanii (hrabstwa Gloucestershire i Somerset). W 2012 po raz pierwszy znaleziony został na japońskiej Cuszimie, gdzie również utworzył populację
Wbrew doniesieniom medialnym, dane naukowe z Europy dowodzą, że owad ten nie wykazuje w stosunku do człowieka agresji większej niż szerszeń europejski (obrona gniazda w promieniu około 5 m), a efekty jego użądlenia są identyczne jak w przypadku gatunków rodzimych.
Robotnice osiągają 20 mm, trutnie do 24 mm, królowa dorasta do 30 mm.

## Taksonomia
Gatunek ten opisany został po raz pierwszy przez Amédée Lepeletiera w 1836 roku. W jego obrębie wyróżnia się 12 form barwnych, które tradycyjnie uznawane są za podgatunki. W 1997 Carpenter i Kojima zsynonimizowali je jednak z formą typową. W 1991 Archer wyniósł V. v. auraria i V. v. pruthi do rang osobnych gatunków, ale taka klasyfikacja została odrzucona po badaniach molekularnych Perrarda i innych z 2012 oraz wykryciu w północnym Wietnamie form przejściowych pomiędzy V. v. auraria i V. v. nigrithorax.

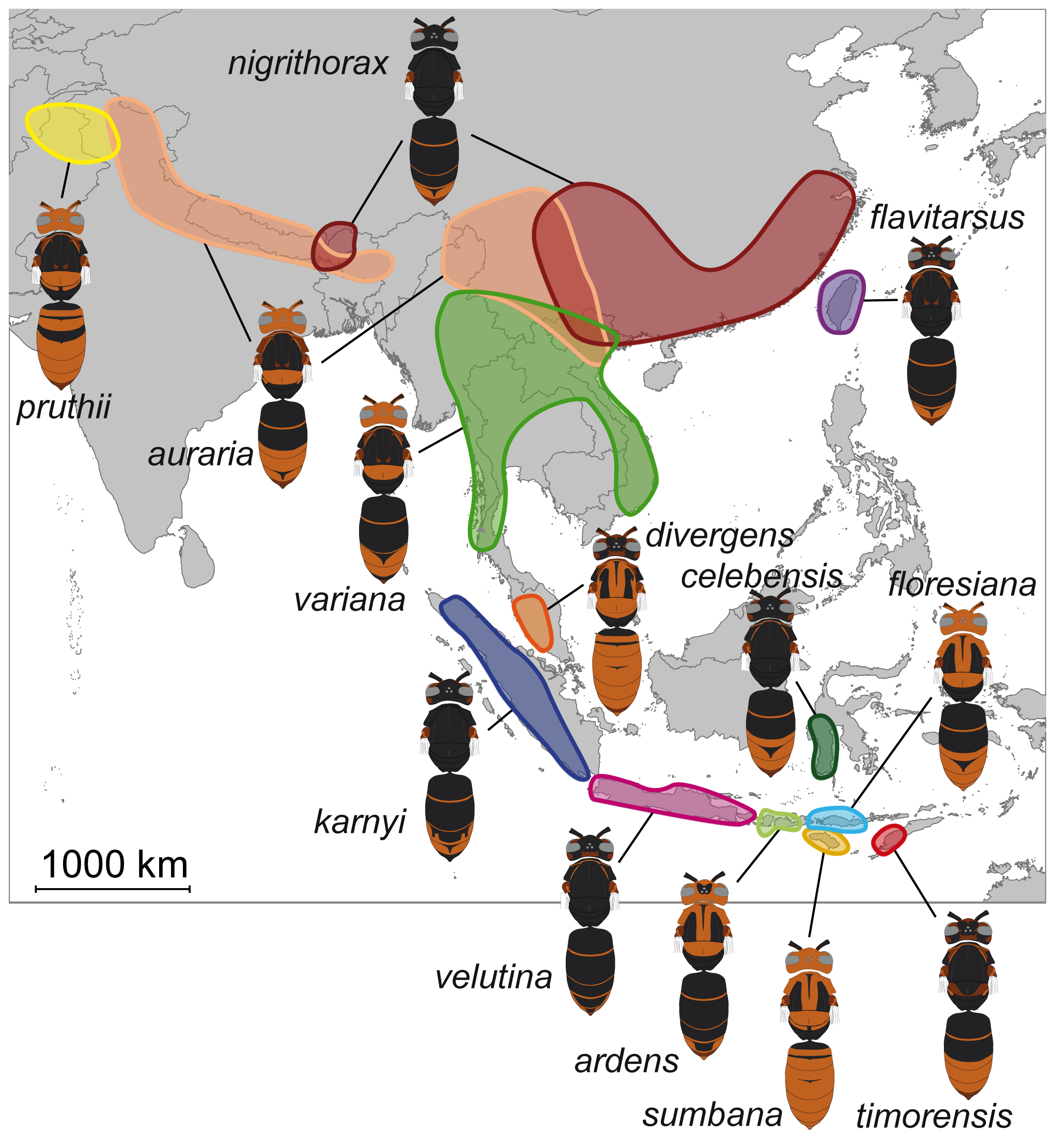
Znany zasięg rodzimy poszczególnych podgatunków

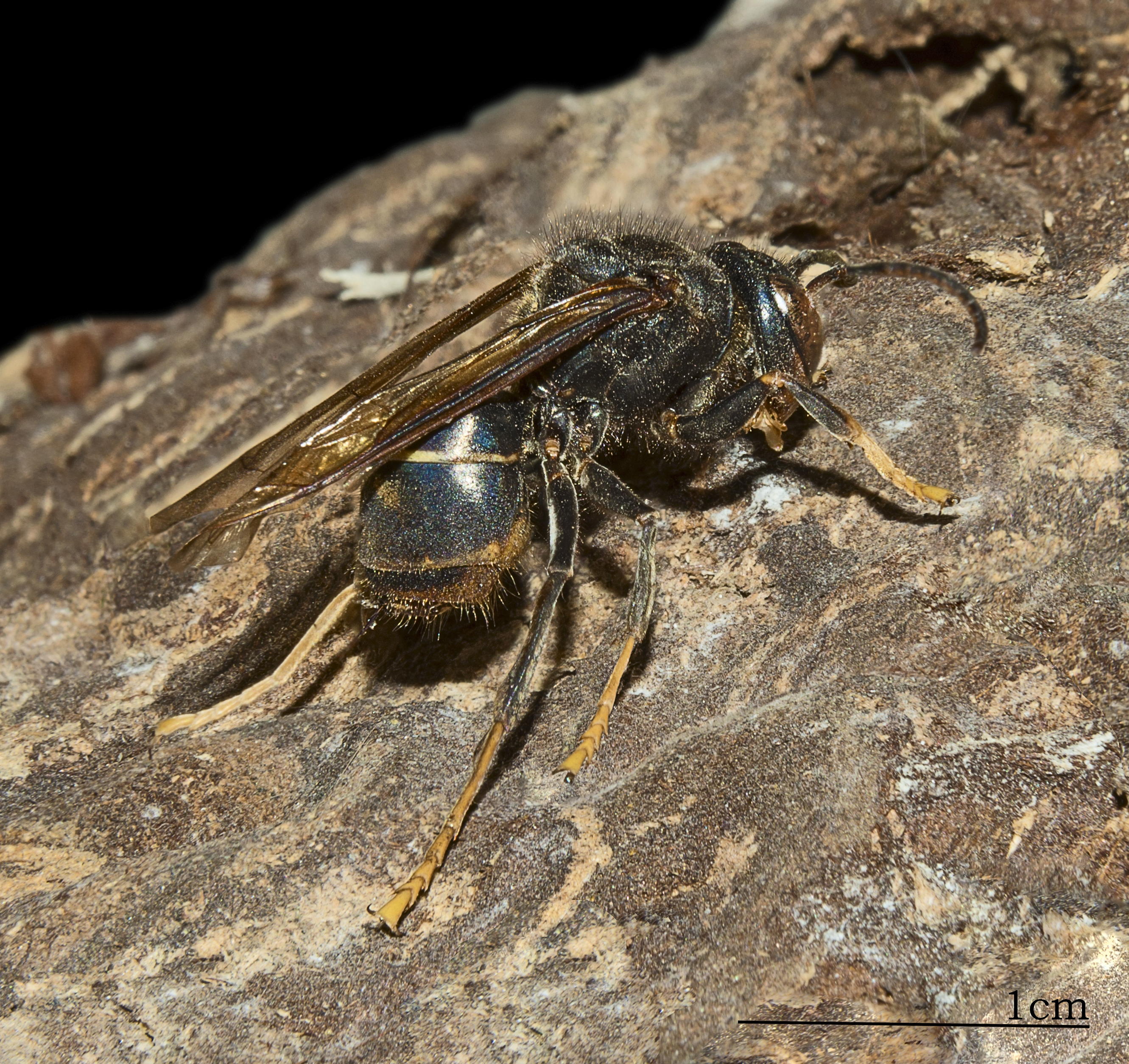
Vespa velutina nigrithorax – Tuluza

Do tradycyjnie wyróżnianych podgatunków należą:
- Vespa velutina ardens Buysson, 1905
- Vespa velutina auraria Smith, 1852
- Vespa velutina celebensis Perkins, 1910
- Vespa velutina divergens Perkins, 1910
- Vespa velutina flavitarsus Sonan, 1939
- Vespa velutina floresiana Vecht, 1957
- Vespa velutina karnyi Vecht, 1957
- Vespa velutina mediozonalis Perkins, 1910
- Vespa velutina nigrithorax Buysson, 1905
- Vespa velutina sumbana Vecht, 1957
- Vespa velutina timorensis Vecht, 1957
- Vespa velutina variana Vecht, 1957